# Die Jugendberaterin
Die Jugendberaterin war eine deutsche Pseudo-Doku, die vom 2. Dezember 2002 bis 2003 bei ProSieben ausgestrahlt wurde. Die Sendung sollte nach Absetzung von Absolut Schlegl und Clip Mix die Lücke des Nachmittagsprogramms schließen, jedoch ging das Konzept nicht auf.

## Inhalt
In jeder Sendung berät Margit Tetz, langjährige Mitarbeiterin und Leiterin des Bravo-Dr.-Sommer-Teams, Jugendliche und auch Erwachsene rund um Themen, die in der Gesellschaft aktuell sind – beispielsweise Konflikte mit Eltern oder Beziehungsprobleme. Pro Sendung werden drei Fälle gezeigt.

## Sonstiges
Die Jugendberaterin wurde Ende des Jahres von ProSieben in eine Pause geschickt. Den einstündigen Sendeplatz ab 15 Uhr übernahmen Freunde – Voll im Leben sowie Die Streetworker. Letztere gilt dabei als Ableger der Pseudo-Doku. Die Jugendberaterin kehrte nicht mehr in das Programm zurück.
Nachdem Die Jugendberaterin, das themenverwandte Scripted-Reality-Format Dr. Verena Breitenbach sowie die Talkshow Arabella durchschnittlich einen Marktanteil von unter zehn Prozent der werberelevanten Zielgruppe der 14- bis 49-Jährigen erzielten, wurden die Werbepreise von ProSieben und dem Vermarkter ProSiebenSat.1 Media AG gesenkt.